# Hans Furler

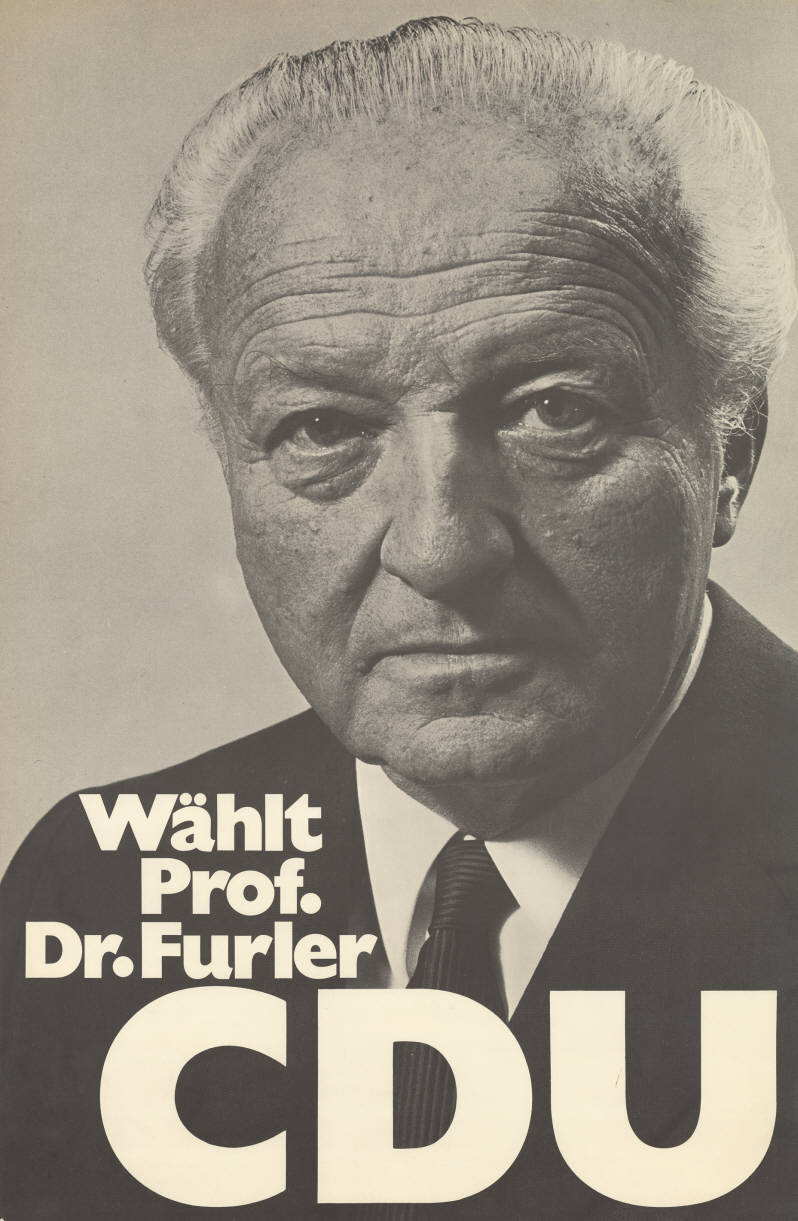
Furler op een verkiezingsaffiche van het CDU.

Hans Furler (Lahr, 5 juni 1904 – Achern, 29 juni 1975) was een Duits politicus van het CDU en voorzitter van het Europees Parlement.

## Levensloop

### Jonge jaren
Furler werd geboren in Lahr in het Baadse deel van het Zwarte Woud. Hij studeerde rechten in Freiburg im Breisgau, Berlijn en Heidelberg, waarna hij in 1928 promoveerde tot doctor in rechten.
Nadat hij in december 1928 definitief afstudeerde, ging hij als advocaat werken in Pforzheim. Vanaf 1930 gaf hij ook lezingen bij patentuitreikingen. 
In 1932 ging Furler bij de Technische School van Karlsruhe werken. In 1940 werd hij er benoemd tot buitengewoon professor voor industriële eigendom en auteursrecht. 
Nadat hij van 1945 tot 1948 advocaat was voor een papierfabriek in handen van zijn schoonfamilie, opende hij in 1948 een nieuw advocatenkantoor in Freiburg. Na 1950 gaf hij lezingen aan de Albert-Ludwigs-Universiteit in Freiburg.

### Politieke carrière
In 1952 werd Furler lid van het CDU. Datzelfde jaar al werd hij verkozen tot voorzitter van de Economische Raad van de partij in Baden.
Van 1953 tot 1972 was hij lid van de Duitse Bondsdag. Hij vertegenwoordigde er het district Offenburg.

#### Europese politiek
Furler vertegenwoordigde Duitsland in de Europese Gemeenschap voor Kolen en Staal (EGKS) van 1955 tot 1958 en in de Europese Parlementaire Vergadering van de Europese Economische Gemeenschap, de voorloper van het Europees Parlement, van 1958 tot 1973. Van beide lichamen was hij voorzitter: van de EGKS van 1956 tot 1958 en van het Europees Parlement van 1960 tot 1962. Van het Europees Parlement was hij van 1962 tot 1973 ondervoorzitter.
Van 1958 tot 1966 was hij voorzitter van de Duits Comité van de Europese Beweging.
- CiNii: DA13467206
- Gemeinsame Normdatei: 118536893
- International Standard Name Identifier: 0000 0001 1046 945X
- Library of Congress Control Number: n86137377
- Nationale Bibliotheek van Tsjechië: mub20181011988
- Nationale Bibliotheek van Israël: 987007271300605171
- Nederlandse Thesaurus van Auteursnamen: 074977490
- Réseau des bibliothèques de Suisse occidentale: 02-A003269912
- Système universitaire de documentation: 079298818
- Virtual International Authority File: 25393935
- WorldCat: E39PBJymydvJ8Q4JHDjDYTXWXd